# Brunt väder
Brunt väder betyder gråväder eller storm med dimma. Uttrycket nämns av en del skalder i samband med de lovsjungna kungarnas resor över Östersjön. "För brun storm till Sigtuna" styr Magnus den gode sitt skepp från Ryssland.